# روب إليوت
روبرت إليوت (بالإنجليزية: Robert Elliot)‏ وهو لاعب كرة قدم إنجليزي المولد إيرلندي الجنسية في مركز حراسة المرمى ولد في يوم 30 أبريل 1986 في مدينة غرينتش في إنجلترا، يلعب حالياً مع نادي نيوكاسل يونايتد وسبق له اللعب مع نادي تشارلتون أتلتيك لكرة القدم ونادي بيشوب ستروتلفود ومع نادي نوتس كاونتي ونادي أكرينغتون ستانلي ولعب مع منتخب جمهورية أيرلندا لكرة القدم ويبلغ طوله 190 سم.

## روابط خارجية
- روب إليوت على موقع الاتحاد الأوربي (الإنجليزية)
- روب إليوت على موقع قاعدة بيانات كرة القدم.إي يو (الإنجليزية)
- روب إليوت على موقع ناشيونال فوتبول تيمز (الإنجليزية)
- روب إليوت على موقع Soccerbase.com (لاعب) (الإنجليزية)
- روب إليوت على موقع Soccerway.com (الإنجليزية)
- روب إليوت على موقع عالم كرة القدم.نت (الإنجليزية)